# Pagerbarang (plaats)
Pagerbarang is een bestuurslaag in het regentschap Tegal van de provincie Midden-Java, Indonesië. Pagerbarang telt 5944 inwoners (volkstelling 2010).